# Le Cœur désintégré
Le Cœur désintégré (titre original : Sturgeon in Orbit) est un recueil de nouvelles de science-fiction de Theodore Sturgeon publié en 1964.

## Liste des nouvelles
Les différentes nouvelles qui composent ce recueil sont:

### Extrapolation
- Titre original : Extrapolation / Beware The Fury
- Parution : Paru en 1953 par Ziff-Davis Publisching Company dans Fantastic

### Le Prix de la synergie
- Titre original : The Wages of Synergy
- Parution : Starling Stories, août 1953

### Faites-moi de la place
- Titre original : Make Room for Me
- Parution : Fantastic Adventures

### Le Cœur désintégré
- Titre original : The Heart
- Parution : Other Words, mai 1955

### Les Incubes de Parallèle X
- Titre original : The Incubi of Parallel X
- Parution : Planet Stories